# Salgado (ort)
Salgado är en ort i Brasilien.   Den ligger i kommunen Salgado och delstaten Sergipe, i den östra delen av landet, 1 200 km öster om huvudstaden Brasília. Salgado ligger 103 meter över havet och antalet invånare är 5 457.
Terrängen runt Salgado är platt. Runt Salgado är det ganska tätbefolkat, med 80 invånare per kvadratkilometer..
Omgivningarna runt Salgado är huvudsakligen savann.